# 2756 Dzhangar
2756 Dzhangar este un asteroid din centura principală, descoperit pe 19 septembrie 1974, de Liudmila Cernîh.